# Al-Dawla
El título de árabe Al-Dawla (الدولة, a menudo rendered Ad-Dawla, Ud-Daulah, etc.) significa "dinastía" o "estatal" y aparece en muchos honorific y títulos de regnal en el mundo islámico. Inventado en el siglo X para estadistas "séniors" del Califato Abbasida, tales títulos pronto extendidos durante el mundo islámico y proporcionado el modelo para una variedad ancha de títulos similares con otros elementos, como al-Din ("Fe").

## Origen y evolución
El término dawla ciclo significado "originalmente, tiempo, periodo de regla". Fue utilizado particularmente a menudo por los tempranos califas Abbasidas que significan su "tiempo de éxito", i.e. reinado, y pronto vino para ser particularmente asociado con la casa reinante y adquirir la connotación de "dinastía". En uso moderno, desde el siglo XIX,  ha venido para significar "estatal", en particular un estado secular del tipo Occidental como opposed al dinástico o religión-corriente de sistemas estatal basada hasta entonces en el mundo islámico.

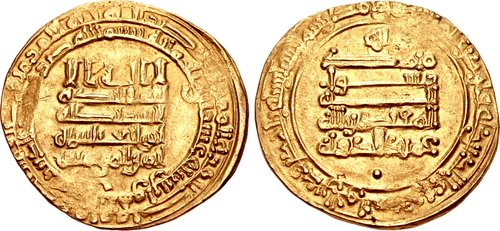
Dinar de oro de al-Muqtadir con los nombres de su heredero, Abu'l-Abbas, y visir, Entre al-Dawla

En los inicios del siglo X, la forma al-Dawla empezó aparecer como compuesto en honorific los títulos concedieron por las califas a su séniors-la mayoría de courtiers, empezando con el visir Al-Qasim ibn Ubayd Alá ibn Wahb, quién estuvo concedido el título de Wali al-Dawla ("Amigo de la Dinastía") por la califa al-Muktafi (r. 902–908), un epíteto qué también apareció en la moneda califal. El mismo honor era también otorgado a al-Qasim hijo, Al-Husayn, quien estuvo nombrado Al-Dawla ("Soporte de la Dinastía") por al-Muqtadir en febrero 932.
El punto de inflexión importante era el premio doble de los títulos de Nasir al-Dawla ("Ayudante de la Dinastía") y Sayf al-Dawla ("Espada de la Dinastía") al Hamdanid príncipes Hasan y Ali en abril 942. Después de este tiempo, "el bestowing de tales títulos en los gobernadores formalmente simbolizaron el entregando encima de poder político al 'princelings' de dinastías provinciales" (G. Endress). En 946, con la victoria del Buyids en el concurso para control de Iraq y el califato, capital de Bagdad, el Ahmad victorioso ibn Buya supuso el título de Mu'izz al-Dawla ("Fortalecedor de la Dinastía"), mientras sus hermanos supusieron los títulos de Imad al-Dawla y Rukn al-Dawla ("Soporte" y "Pilar de la Dinastía" respectivamente).
El ejemplo puesto por los Hamdanidas y Buyidas era pronto imitado durante el mundo islámico, del Samanidas y Ghaznavidas en el del este al Fatimids de Egipto e incluso algunos del taifa reinos en España musulmana. Por el fin del siglo X, aún así, el uso del al-Dawla el elemento había devenido tan extendido que  haya devenido debased, y empezó para ser complementado—y finalmente reemplazado—por otros títulos. El Buyids, quién tuvo de temprano encima empezado para utilizar pre-islámico, Sasanian títulos como Shahanshah en paralelo a sus títulos de árabe, otra vez dirigió la manera, con Adud al-Dawla recibiendo de la Califa el título de Taj al-Milla ("Corona la Comunidad Islámica"). De ahora en adelante, títulos con los elementos milla ("religión"), umma ("comunitario"), alboroto ("fe") empezó para aparecer.
De hecho, la proliferación de múltiple y nunca más elevado titula cuál empezó con el premio del al-Dawla las formas era tan veloces y extensas, que ya alrededor del año 1000 el becario al-Biruni lamented la práctica, renegando que "el asunto devenía absolutamente opposed a sentido común, y torpe al grado más alto, de modo que él quién les menciona se cansa antes de que difícilmente ha comenzado, y él quién les escribe pierde su tiempo y escribiendo espacio, y él quién les dirige arriesga perder el tiempo de oración". Por el siglo XII, los títulos con al-Dawla había devenido lowly honorific appellations; un tribunal sencillo physician en el tribunal de Bagdad, como Ibn al-Tilmidh, podría recibir el título de Amin al-Dawla ("Seguidor Confiado en de la Dinastía"). No obstante, a pesar de su debasement, los títulos quedaron indicative de su portador  "alto estando en la comunidad" (F. Rosenthal).[3] En India,  continuaron ser utilizados por gobernantes musulmanes individuales, y en Irán, ministros de gabinete hasta que 1935 a menudo recibió títulos con el al-Dawla compuesto.
En el importante indio musulmán princely estado de Hyderabad, Dawla era uno de los títulos aristocráticos otorgados por el gobernantes Nizam un tribunal musulmán que retenía, con un estatuto por encima de Khan, Khan Bahadur, Nawab (homónimo con el título de un gobernante musulmán alto), Jang (en orden ascendente), pero bajo Mulk, Umara y Jah. El equivalente para el tribunal  Hindu retainers era Vant. En Bahwalpur, Mukhlis al-Dawla ("Sirviente Dedicado del Estatal"), Sayf al-Dawla, Muin al-Dawla y Rukn al-Dawla  era todos los títulos  subsidiarios del gobernantes Nawab y Amir. La Dinastía Qajar de Persia utilizó títulos con el sufijo Ed-Dowleh como un honorific para miembros de la familia real. En Egipto moderno temprano y el Beylik de Túnez, Sahib al-Dawla ("Señor del Estatal") estuvo utilizado como honoríficos para alto-ranking ministros, mientras Ra'es Al-Dawla ("Cabeza del Estatal") era el título formal de Abd el-Krim, el dirigente del Rif República.
  
- Ayubi, Nazih N. (1995). Over-Stating the Arab State: Politics and Society in the Middle East. London and New York: I.B.Tauris. ISBN 1850438285.
- Endress, Gerhard (2002). Islam: An Historical Introduction. Edinburgh University Press. ISBN 0748616209.

- Datos: Q4702337

1. ↑  Rosenthal, 1965, pp. 177–178.
2. ↑  Ayubi, 1995, pp. 21–22.
3. 1 2 3  Rosenthal, 1965, p. 178.
4. ↑  Endress, 2002, pp. 147–148.